# Miguel Covarrubias Ortiz
Miguel Covarrubias Ortiz (n. Monterrey, Nuevo León; 1940) es un escritor y ensayista mexicano.

## Biografía
Miguel Covarrubias Ortiz es un poeta, narrador, ensayista, traductor, editor y compilador universitario que nació en Monterrey en 1940.
Sus padres son de orígenes jaliscienses. Nació en la ciudad de Monterrey porque el trabajo de su padre Ricardo Covarrubias, que era periodista, hizo que se mudaran de ciudad. Tiene cinco hermanos y él es el mayor. Miguel ha tenido pasión por los libros literarios desde los cinco o siete años.
Esa pasión a la literatura nace en su familia desde una generación antes que su padre, desde su abuelo. Su abuelo era editor y propietario de una imprenta.
“Jalisco libre” uno de los periódicos más famosos e importantes de Jalisco era impreso aquí. Su relación con la Universidad Autónoma de Nuevo León se dio desde la preparatoria. Estudió en la Facultad de Filosofía y Letras de la Universidad Autónoma de Nuevo león; la carrera de letras. Enseñó en esta universidad de 1970 hasta el 2001 y participó en la creación del Instituto de Artes de la UANL. Para él, el movimiento artístico ha sido una herramienta muy importante en la literatura de México.
Por eso, el llegar a contribuir con la creación de esta institución que dio pie a muchos eventos artísticos ha sido un gran logro en el transcurso de su vida. Los efectos de la creación de esta institución se pueden ver reflejados en lo que actualmente son: La Facultad de Artes Visuales y La Facultad de Artes Escénicas Su rumbo como enseñador se da desde que él estaba cursando la universidad, por amigos de él que lo invitaron a compañías para que se empezará a involucrar más. En la primera escuela que enseñó fue en la Preparatorio no. 1 enseñando letras griegas. Él trabajo que tenía como maestro era muy complejo, porque había instituciones que se componían de más escuelas y talleres, los cuales algunos estaban muy desintegrados y su trabajo era reunir gente para volver a formarlos. 
Ha sido director de varias revistas de diferentes categorías como; académicas, culturales y literarias. Algunos ejemplos de estas revistas son: Apolodionis, Cathedra y Deslinde. Actualmente colabora en Armas y Letras (Monterrey), Dosfilos (Zacatecas), La Humildad Premiada (Saltillo), y Movimiento Actual (Monterrey). El mayor interés de Miguel en la literatura siempre ha sido lo contemporáneo, a él no le importa lo nuevo, si no; “lo que perdura” y que no hay un escritor que antes no haya sido un buen lector.  Los autores de su interés para sus revistas siempre han sido personas que escriban “a su manera” diferente a lo que fácil pudiera encontrar un lector. Miguel actualmente se encuentra ejerciendo en la revista universitaria “Armas y Letras” la cual lleva siete décadas de existencia.

## Premios
- Premio al género de cuento del Festival del Arte, Xalapa, 1962.
- Premio a las Artes, 1989, otorgado por la UANL.
- Medalla al Mérito Cívico de Literatura y Artes, 1994.
- Premio Nacional de Traducción de Poesía, 1994, por El traidor.
- Premio al Arte Editorial en Literatura/Poesía de la Cámara Nacional de la Industria Editorial Mexicana, 1999, por Sombra de pantera.